# Tom Cribb
Tom Cribb (Bristol, 8 luglio 1781 – Londra, 11 maggio 1848) è stato un pugile inglese, campione d'Inghilterra di pugilato dal 1809 al 1822. Inserito nella International Boxing Hall Of Fame nel 1991 come pioniere fondamentale di questo sport.
Tom Cribb è considerato tra i fondamentali e più importanti pionieri del pugilato. Inserito di diritto nella Ring Magazine Hall of Fame of Boxing assieme ad altri campioni. Visse nel periodo in cui gli incontri di pugilato erano organizzati secondo le regole del London Prize Ring Rules e i pugili non indossavano i guantoni protettivi. Gli sportivi lo ricordano come colui che salvò il titolo inglese dall'assalto dei forti pugili che arrivavano dagli Stati Uniti d'America.
Cribb lavorò allo scalo portuale del porto di Londra, sopravvisse a due gravi incidenti durante le manovre di sbarco. La prima volta venne colpito da un carico di carbone, la volta successiva gli caddero sul petto cento chili di arance.
Nel 1806 disputò il suo primo incontro contro George Maddox, sempre nello stesso anno vinse contro il pugile di colore americano Bill Richmond.
Nel 1807 disputò l'incontro contro Jem Belcher, precedente detentore del titolo di campione. Cribb fu abile a colpire l'unico occhio buono di Jem, che praticamente cieco si ritirò al 41º round. Nel successivo incontro del 1809 Cribb vinse di nuovo questa volta in modo più netto ed evidente.
Nel 1809 Cribb combatté contro Tom Molineaux nell'incontro che avrebbe assegnato il titolo di campione, lasciato vacante da John Gully. Tom Molineaux era il primo pugile nero americano a cercare di vincere il prestigioso titolo di campione d'Inghilterra.
Si sfidarono all'aperto in una fredda giornata di dicembre, l'agonismo fu elevatissimo. I due si colpirono massicciamente finché Molineaux al 19º round afferrò Cribb trattenendolo tanto da non permettergli nessun movimento. La folla protestò vivamente, salì sul ring accanendosi sul pugile americano. Molineaux si difese dal linciaggio rompendosi un dito. L'incontro riprese dopo che l'ordine fu ristabilito. Successivamente Molineaux cominciò a tremare per il freddo fino a che non riuscì più a combattere e al 33º round abbandonò l'incontro.
Dopo questa vittoria Cribb si ritirò dal pugilato, dalla sua decisione ne conseguì che fu acclamato vincitore del titolo di campione Tom Molineaux. Cribb ritornò sulla sua scelta, chiese di sfidare nuovamente Molineaux e ricominciò ad allenarsi.
In attesa del rematch Cribb partì per la Scozia, dove ridusse il peso e aumentò la potenza muscolare. Si tenne a fatica lontano dal consumo di alcol. Il successivo incontro tra Molineaux e Cribb fu decisamente brutale, il pugile americano dominò i primi rounds, ferì gravemente Cribb alla bocca ed al naso. Nonostante le ferite Cribb seppe reagire al meglio, al nono round scagliò un violento colpo al volto di Molineaux che cadde a terra. All'11º round Cribb mandò al tappeto definitivamente Molineaux lasciandolo in stato di incoscienza.
Disputò pochi altri incontri se non nel 1820 quando vinse contro Jack Carter. Divenuto un mercante di carbone si dedicò molto ai suoi affari tralasciando gli impegni sportivi. Muore all'età di 68 anni.